# 耶律速撒
耶律速撒（やりつ そくさつ、生没年不詳）は、遼（契丹）の軍人。字は阿敏。

## 経歴
応暦初年、侍従となり、突呂不部節度使に累進した。覇州・済州（義州とも）・祥州・順州・聖州の都総管を歴任し、敦睦宮太師となった。保寧3年（971年）、九部都詳穏に転じた。保寧4年（972年）、党項を討って戦功を立てた。保寧7年（975年）2月、再び党項を討った。乾亨元年（979年）3月、別部の化哥らを降した。乾亨4年（982年）12月、阻卜を討った。
統和元年（983年）、睿智太后が称制すると、太后の信任を受けて西方辺境に駐屯した。阻卜・党項を討ち、敵烈部を降した。統和2年（984年）、阻卜を討ち、その首長の撻剌干を殺した。
速撒は兵士たちと苦楽をともにし、戦利品は将校に等しく分配した。信賞必罰を徹底し、西方での契丹の威信を高めた。辺境にあること20年で死去した。

## 伝記資料
- 『遼史』巻94 列伝第24